# Silene pseudocashmeriana
Silene pseudocashmeriana är en nejlikväxtart som beskrevs av G. Bocquet och A.O. Chater. Silene pseudocashmeriana ingår i släktet glimmar, och familjen nejlikväxter. Inga underarter finns listade i Catalogue of Life.